# Rodolfo Braselli
Eusebio Rodolfo Braselli Liberatto (Montevideo, 14 agosto 1908 – ...) è stato un cestista e allenatore di pallacanestro uruguaiano.

## Carriera
Ha militato a lungo nel Defensor Sporting Club di Montevideo. Con l'Uruguay ha disputato le Olimpiadi del 1936, classificandosi al 6º posto. Da giocatore vanta tre medaglie d'oro al Campionato sudamericano di pallacanestro, oltre a due argenti e tre bronzi.
Nel 1943 ha guidato l'Uruguay alla vittoria della prima Copa América, vinta ai danni dell'Argentina.